# Кустарник

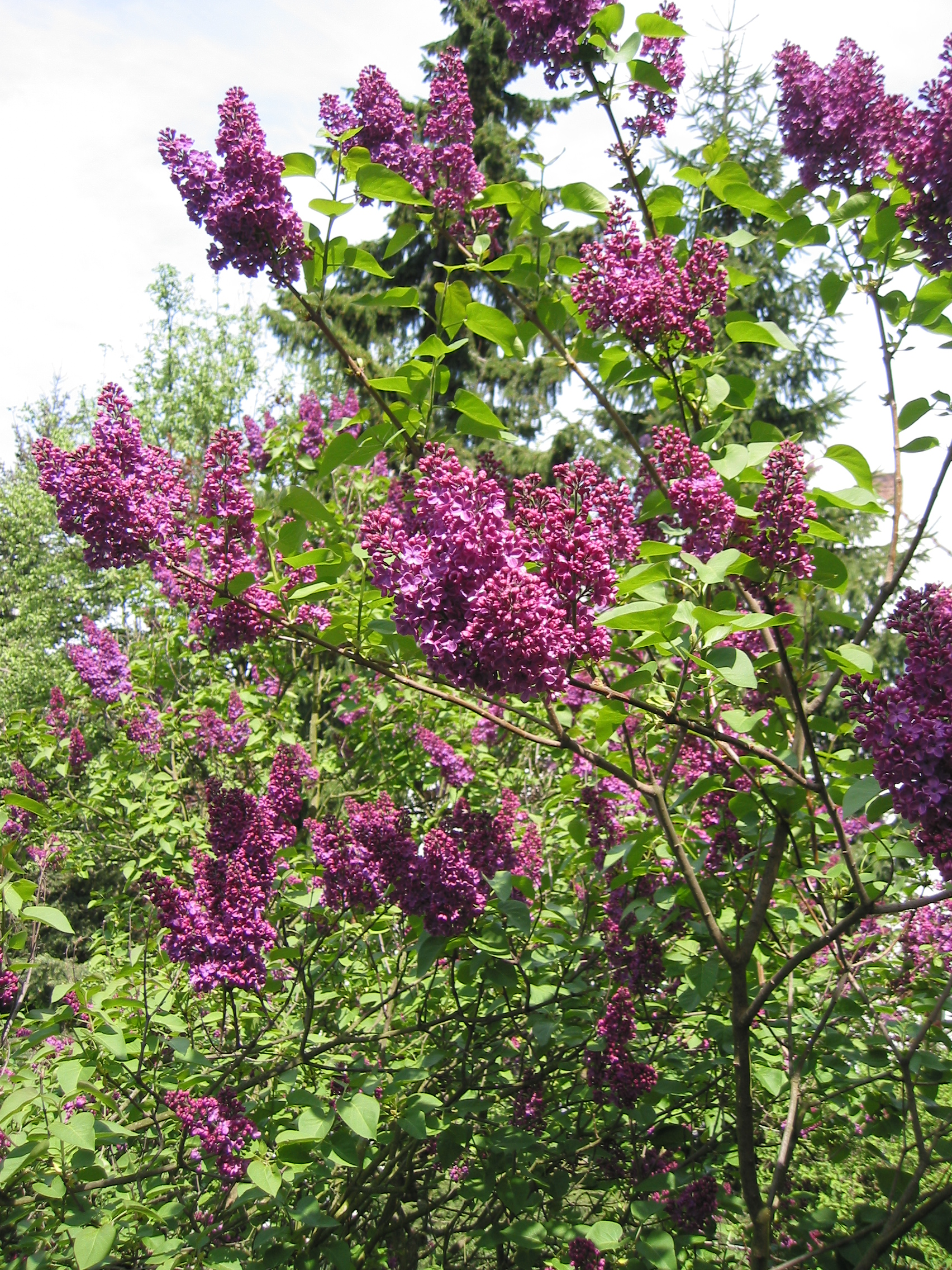
Сирень обыкновенная (Syringa vulgaris)

Куста́рник — жизненная форма растений; многолетние деревянистые растения высотой 0,8—6 метров, в отличие от деревьев, не имеющие во взрослом состоянии главного ствола, а имеющие несколько или много стеблей, часто существующих бок о бок и сменяющих друг друга. Продолжительность жизни 10—20 лет.
Чаще всего расположены на границе лесов (кустарниковая степь, лесотундра). В лесах обычно образуют подлесок.
Представители: боярышник, барбарис.
Важное хозяйственное значение имеют плодовые и ягодные кустарники: смородина, крыжовник и другие.
В системе жизненных форм Раункиера относится к фанерофитам.

## Классификация
Согласно системе жизненных форм И. Г. Серебрякова кустарники подразделяются на четыре класса:
1. С полностью одревесневшими удлинёнными побегами.
2. Розеточные.
3. Суккулентно-стеблевые безлистные.
4. Полупаразитные и паразитные.

### Кустарники с полностью одревесневшими удлинёнными побегами
Подавляющее большинство кустарников относится именно к этому классу.
Скелетные ветви ортотропные (вертикально вверх), плагиотропные (горизонтальные или наклонные) или лианоидные, образуют большее или меньшее количество вегетативных ветвей, междоузлия годичных побегов удлинённые.
Класс делится на три подкласса:
- Прямостоячие.
- Полупростратные и стелющиеся.
- Лиановидные.

#### Прямостоячие кустарники
Надземные оси растут вертикально вверх (ототропные), при слабом развитии их плагиотропных подземных частей образуют более или менее плотный пучок. При наличии длинных подземных одревесневших стеблей (ксилоподиев) или обширной корневой системы с корневыми отпрысками располагаются рыхло, образуя куртины в несколько десятков квадратных метров. Наиболее богатый видами подкласс.
Распространены в различных климатических областях.
Подразделяются на аэроксильные и гидроксильные.

##### Аэроксильные
Неспособны к подземному ветвлению. Новые оси под землёй возникают только как корневые отпрыски. Ветвление побегов надземное, начинается около поверхности земли образованием нескольких вертикальных или наклонных осей. Переходные формы между деревьями и кустарниками.
Рыхлые аэроксильные кустарники довольно близки к немногоствольным (кустовидным) деревьям, таким, как берёза пушистая. Примеры аэроксильных рыхлых кустарников — рябина, черёмуха, ракита (в неблагоприятных заболоченных местообитаниях таёжной зоны Европейской части России).
Подушковидные аэроксильные кустарники характеризуются ничтожными, одинаковыми для всех побегов, годичными приростами и плотным расположением скелетных осей и ветвей. Верхушки ветвей образуют более или менее ровную поверхность подушки. Примеры — Bupleurum fruticosum, Poterium spinosum, виды рода астрагал из секции Tragacantha.

##### Геоксильные (настоящие кустарники)
Растения с подземным ветвлением осей, образующих толстые и долговечные подземные одревесневшие оси (ксилоподии), от которых отходят более тонкие и менее долговечные надземные побеги. Составляют большинство кустарников европейской флоры. Примеры — виды рода шиповник, лещина обыкновенная, барбарис обыкновенный. К этой группе принадлежат также многие виды бамбуков тропического и субтропического пояса.
Аэроксильные и геоксильные кустарники можно разделить на подгруппы вегетативно неподвижных и вегетативно подвижных (через корневые отпрыски и столоны).
Примеры корнеотпрысковых аэроксильных кустарников — тёрн, облепиха крушиновидная. Примеры вегетативно подвижных геоксильных кустарников — Philadelphus coronarius, сирень обыкновенная, Снежноягодник белый.

#### Полупростратные и стелющиеся кустарники
Главная ось и боковые ветви лежачие, укореняющиеся, приподнимающиеся у верхушки. Система главного корня отмирает или сохраняется (при слабом окоренении осей). Большинство полупростратных, видимо, ветвится только надземно. Редко встречаются в аридных областях, доминируют в субальпийской и субарктической областях, образуя криволесье (например, Krummholz в Альпах из горной сосны и горной ольхи; заросли ивняков в горах Скандинавии; кустарниковые виды можжевельника в горах Европы).

#### Лиановидные кустарники
Скелетные оси неспособны к самостоятельному ортотропному росту и используют соседние древесные растения как опору. Отличаются от лианоидных деревьев более тонкими стеблями (диаметром не более 5—8 см). Преимущественно распространены во влажных тропических и субтропических лесах, реже в саванновых и колючих лесах и кустарниках. Сюда же относят примитивные древесные лианы. Классификация в пределах лиан основывается на способах лазания.

### Розеточные кустарники с укороченными побегами
Надземные оси с укороченными междоузлиями и розетками крупных листьев. Достаточно редки. Примеры — кустарниковая пальма Bactris major, Dracophyllum fiordense, Brachyglottis stewartiae. Существуют переходные формы между розеточными кустарниками и кустарниками с удлинёнными побегами — Olearia oporina, Olearia lyallii.

### Суккулентно-стеблевые безлистные кустарники
Скелетные оси мясистой консистенции выполняют водозапасающую и ассимиляционную функции. Преобладают прямостоячие формы. Пример — виды Opuntiа и другие кактусы, виды Euphorbia.

### Полупаразитные и паразитные кустарники
Живут на других древесных растениях, присасываясь к ним гаусториями. Абсолютное большинство имеет зелёные листья и способны к фотосинтезу. Примеры — виды Loranthaceae, в основном, в тропиках, в умеренной зоне — Viscum album (омела) и некоторые Santalaceae (Osyris alba из Средиземноморской области).

## Распространение
Более экологически адаптивные, чем деревья, кустарники шире распространены. Они доминируют и достигают наибольшего разнообразия там, где условия неблагоприятны для деревьев — в аридных областях тропического и умеренного пояса, у полярной границы лесного пояса, у верхней границы горных лесов. Возрастание фитоценотической роли кустарников сопровождается увеличением их видового и эколого-морфогенетического разнообразия. При этом растения одного и того же вида могут переходить от жизненной формы дерева к кустарнику.

### Тропики
В пределах тропической зоны кустарники встречаются от влажных тропических лесов до пустынь.
Кустарники встречаются по всей территории распространения дождевых тропических лесов. Здесь они достигают значительной высоты (до 6—8 м и выше), побеги ветвятся слабо, листья крупные, обычно гигрофильные. Многие из кустарников — аэроксильные, без ветвящихся долголетних подземных стеблей. В ненарушенном дождевом тропическом лесу не играют значительной фитоценотической роли. На вырубках или пожарищах кустарники могут покрывать значительные территории, образуя вторичные труднопроходимые заросли. Флористически влажные тропические леса относительно бедны видами кустарников.
С усилением аридности климата роль кустарников в тропических фитоценозах возрастает. Колючие леса Африки, Индии, Центральной и Южной Америки часто называют «кустарниковыми» лесами. Систематически «кустарниковые леса» сложены разнообразными видами акаций, и других родов бобовых с парноперистосложными листьями. Изредка доминируют древесные с простыми перистыми листьями, — Адина, Harrisonia, некоторые виды рутовых, бурзеровых, бигнониевых. Большинство кустарников данной формации снабжены колючками. Кустарники колючих и саванновых лесов, — ярко выраженные ксерофиты. Здесь появляются геоксильные кустарники. Их подземные побеги развиты сильнее надземных, имеют большую толщину, более долговечны. В толстых подземных осях запасается влага. Флористически кустарники здесь также преобладают.
В целом роль кустарников в тропической зоне возрастает с усилением аридности и удлинением засушливого периода. Вместе с усилением роли кустарников в фитоценозах тропиков увеличивается их видовое многообразие, появляются и распространяются геоксильные кустарники вместо преобладающих в гумидных тропиках аэроксильных.

### Субтропики
Кустарники широко распространены в биоценозах субтропического климата. Как и в тропиках, наибольшее флористическое разнообразие и ведущая роль в растительных сообществах приурочены к аридным областям, особенно с сухим жарким летом и зимними осадками. В Средиземноморье и Капской области кустарники образуют в таком климате специфические сообщества, где они абсолютно доминируют.
Во влажных субтропических лесах кустарники формируют густой часто труднопроходимый подлесок, но всё равно играют подчинённую роль и имеют существенно меньшее видовое разнообразие. Доминирование кустарников здесь возможно лишь на границе леса или в местах нарушенного лесного покрова.
В вечнозелёных жёстколистных лесах, с их аридным климатом, подлесок сложен множеством вечнозелёных склерофильных кустарников. Сплошная вырубка деревьев человеком привела к образованию здесь специфических кустарниковых биомов — маквиса, гарриги, фриганы.
Высота кустарниковых зарослей маквиса достигает полутора — четырёх метров. Почвенное и климатическое разнообразие Средиземноморья приводит к тому, что в каждом его регионе преобладают свои виды. Вместе с тем, ряд кустарников широко распространён по всем средиземноморским маквисам — мирт обыкновенный на тёплых побережьях, земляничное дерево, волчеягодник книдийский, филлирея широколистная, кнеорум трехзёрный, виды рода эрика, мастиковое дерево, терпентинное дерево, испанский дрок, шиповник вечнозелёный.
В капской области близкий тип растительности, финбош, образован разнообразными кустарниками родов эрика, сумах, левкадендрон, протея и других родов вересковых и протейных.
В степях и полупустынях Австралии кустарники образуют заросли низкорослого скрэба.
Калифорнийские чапарали, несмотря на свою чрезвычайную близость к маквису, возникли, очевидно не в результате переэксплуатации лесов человеком, а в силу исключительно климатических причин — они занимают строго ту область, где летом выпадает менее 20 % годового количества осадков.

### Умеренный пояс
Кустарники образуют развитый подлесок в таёжных лесах Канады, США (пузыреплодник, шиповник, калина, смородина, жамесия, клён голый, черёмуха пенсильванская, кизил) и России (ива, шиповник иглистый, ольха серая, рябина обыкновенная). На севере тайги появляется кустарниковая форма карликовой берёзы.
Кустарниковый ярус хорошо развит в широколиственных и смешанных лесах. По мере похолодания климата термофильные кизил, клекачка, скумпия, калина гордовина, боярышник сменяются холодостойкой лещиной, крушиной, жимолостью, бересклетом, волчеягодником.
В степях и полупустынях нередко развиваются заросли ксерофитных кустарников, формирующих кустарниковую степь с доминированием тёрна, степного миндаля, степной вишни, спиреи.
В пустынных областях умеренного пояса разнообразие кустарников достигает максимума, особенно в сухих горах.

### Кустарниковые тундры
Кустарники доминируют в зоне субарктического и альпийского климата. В субарктическом поясе выделяется подзона кустарниковой тундры. Её формируют карликовые ива, берёза и ольха. Кустарниковый пояс выражен и в горной тундре.

## Биология
Меньшая высота кустарников, по сравнению с деревьями, связана с недолговечностью их осей, резким сокращением их жизненного цикла. Это сокращение сопровождается увеличением скорости побегов. Годичный прирост ряда кустарников превышает 60—70 сантиметров, достигая порой 140—160 см. То есть, кустарники — это не угнетённая форма растений с замедленным развитием, а, напротив, быстрорастущая.
Длительность периода роста надземных осей кустарников меньше в среднем в 10—15 раз, чем у деревьев. Кульминация роста у кустарников наступает на 3—5 году жизни оси. Быстрое достижение кульминации роста вызывает раннее ослабление и прекращение верхушечного роста осей и, вследствие этого, раннее раскрытие сохранившихся спящих почек у основания осей, ослабивших или прекративших верхушечный рост.
Главная ось и сменяющие её оси возобновления завершают свой жизненный цикл от появления над поверхностью почвы до прекращения верхушечного роста в течение 10—15 лет, иногда 20—30, редко более. Вообще же, продолжительность жизни побегов у одних видов кустарников близка к таковой у деревьев (30 и более лет у тёрна, бородавчатого бересклета), а у других — к продолжительности цикла травянистых растений (малина, побеги которой завершают жизнь в 2 года). При этом длительность жизненного цикла варьирует в широких пределах не только для растений одного семейства, но даже внутри одного рода, например, рубус, лапчатка, гравилат, астрагал.
Резкое сокращение срока жизни главной оси и замещающих её осей возобновления порождает вторую билабиальную особенность кустарников — одновременное наличие нескольких или многих надземных осей. При замещении отмершей главной оси раскрываются одна или несколько наиболее удалённых от верхушки почек. Они располагаются очень близко к корневой системе и пребывают в спящем состоянии. С их раскрытием происходит кущение. Главной особенностью кустарника является одновременное функционирование надземных осей нескольких поколений (обычно двух-трёх) в общей системе.
Формирование менее долговечных, чем у деревьев, надземных стеблей сопровождается их дифференциацией на надземные, обеспечивающие ассимиляцию и плодоношение, и более долговечные и толстые одревесневшие подземные стебли — ксилоподии, выполняющие функции вегетативного возобновления и запасающих органов.